# سو يي جي
سيو يي-جي (هانغل: 서예지) ممثلة كورية جنوبية، ولدت يوم 6 نيسان 1990 في سول. قالت إنها قدمت لأول مرة كممثلة في المسلسل التلفزيوني نجم البطاطا عام 2013 و منذ ذلك الحين لعبت دور البطولة في مسلسل "يوميات الحارس الليلي عام 2014 و "يول أبي الخارق" و "لاست" عام 2015 وأنقذني عام 2017 ومختل لكن لا بأس رفقة الممثل كيم سو هيون عام 2020. والذي عرض على منصة نتفلكس .

## أعمالها

### مسلسلات
| السنة | العنوان                      | الدور                          | القناة      |
| ----- | ---------------------------- | ------------------------------ | ----------- |
| 2013  | نجم البطاطا                  | نوا سو-يونغ                    | تي في إن    |
| 2014  | مجلة "حارس الليل"            | بارك سو-ريون                   | إم بي سي    |
| 2014  | دراما خاصة "الهاربات الثلاث" | سو جي                          | كي بي إس 2  |
| 2015  | يول أبي الخارق               | هوانغ جي هي                    | تي في إن    |
| 2015  | الأخير                       | شين نا-را                      | جي دي بي سي |
| 2016  | مدرسة موريم                  | شيم سوون -دوك                  | كي بي إس 2  |
| 2016  | أنسة أوه أخرى                | أو سيون هي (ضيفة في الحلقة 15) | تي في ان    |
| 2016  | هوارانج: البداية             | الأميرة سووك ميونغ             | كي بي اس 2  |
| 2017  | أنقذني                       | إم سانغ -مي                    | أو سي إن    |
| 2018  | محامي ، خارج عن القانون      | ها جاي يي                      | تي في إن    |
| 2020  | لا بأس إن لم تكن بخير        | كو مون يونغ                    | تي في إن    |
| 2022  | فضيحة حواء                   | لي را ايل                      | تي في إن    |

### الأفلام
| السنة | العنوان                                 | الدور            | ملاحظات                                                        |
| ----- | --------------------------------------- | ---------------- | -------------------------------------------------------------- |
| 2013  | الحب                                    | مين-جو           | فيلم قصير هاتف لسامسونغ جلاكسي إس 4                            |
| 2015  | The Throne ‏                             | الملكة جيونغ سان |                                                                |
| 2015  | Circle of Atonement                     | كانغ يو-شين      |                                                                |
| 2015  | سوندال: الرجل الذي باع النهر            | غيو-يونغ         |                                                                |
| 2017  | Another Way                             | جونغ وون         |                                                                |
| 2017  | The Bros                                | سارا             | ظهور خاص                                                       |
| 2018  | Stay With Me                            | ايون سوو         | فيلم 4DX VR (المعروف أيضًا باسم Meet the Memories - First Love) |
| 2019  | Warning: Do Not Play                    | مي جونغ          | [ 19 ]                                                         |
| 2019  | By Quantum Physics: A Nightlife Venture | سيونغ ايون ايونغ | [ 20 ] [ 21 ]                                                  |
| 2021  | Recalled                                | سوو جين          | [ 22 ] [ 23 ]                                                  |

### الفيديو كليبات
| السنة | عنوان الأغنية                               | الفنان   |
| ----- | ------------------------------------------- | -------- |
| 2015  | "Let's Not Fall In Love" (كحبيبة جي دراغون) | بيغ بانغ |

### البرامج التلفزيونية
| السنة | العنوان          | القناة      | الدور | ملاحظات    |
| ----- | ---------------- | ----------- | ----- | ---------- |
| 2015  | رانينغ مان       | اس بي اس    | ضيفة  | الحلقة 244 |
| 2017  | الإخوة المدركون ‏ | جي تي بي سي | ضيفة  | الحلقة 65  |

## الجوائز
| حفل توزيع الجوائز            | سنة  | فئة                                | العمل                                    | نتيجة | المرجع.       |
| ---------------------------- | ---- | ---------------------------------- | ---------------------------------------- | ----- | ------------- |
| جوائز APAN Star              | 2021 | جائزة التميز ، ممثلة في مسلسل قصير | لا بأس أن لا تكون بخير                   | فوز   | [ 24 ]        |
| جوائز APAN Star              | 2021 | جائزة النجمة الشعبية ، ممثلة       | لا بأس أن لا تكون بخير                   | فوز   | [ 25 ]        |
| جوائز APAN Star              | 2021 | جائزة KT Seezn Star                | سيو يي جي                                | رشح   | [ 26 ]        |
| جوائز فنان آسيا              | 2020 | جائزة أفضل فنان                    | لا بأس أن لا تكون بخير                   | فوز   | [ 27 ]        |
| جوائز فنان آسيا              | 2020 | جائزة AAA Hot Issue                | سيو يي جي                                | فوز   | [ 28 ]        |
| جوائز بيكسانغ للفنون         | 2017 | الممثلة الأكثر شهرة - فيلم         | طريق اخر                                 | رشح   | [ 29 ]        |
| جوائز بيكسانغ للفنون         | 2021 | أفضل ممثلة - تلفزيون               | لا بأس أن لا تكون بخير                   | رشح   | [ 30 ]        |
| جوائز بيكسانغ للفنون         | 2021 | الممثلة الأكثر شهرة                | سيو ييا جي                               | فوز   | [ 31 ] [ 32 ] |
| جوائز العلامة التجارية للعام | 2020 | ممثلة العام                        | سيو ييا جي                               | فوز   | [ 33 ]        |
| جوائز Buil Film              | 2020 | جائزة النجم الشعبي                 | بواسطة فيزياء الكم: مشروع الحياة الليلية | فوز   | [ 34 ]        |
| جوائز ام بي سي دراما         | 2014 | أفضل ممثلة جديدة                   | يوميات حارس ليلي                         | رشح   | [ 35 ]        |
| جوائز Soompi السنوية         | 2019 | ممثلة العام                        | المحامي الخارج عن القانون                | رشح   | [ 36 ]        |

## روابط خارجية
- سو يي جي على موقع IMDb (الإنجليزية)
- سو يي جي على موقع روتن توميتوز (الإنجليزية)
- سو يي جي على موقع قاعدة بيانات الفيلم (الإنجليزية)
- سو يي جي على موقع ليتربوكسد (الإنجليزية)
- سو يي جي على موقع كينوبويسك (الروسية)
- سو يي جي في هانسينما